# Паметник на Спасителите на света
Паметникът на Спасителите на света е монумент в град Чернобил, Украйна.
Издигнат е в памет на огнеборците, загинали при потушаване на пожара в АЕЦ Чернобил след катастрофалния ядрен инцидент в централата през 1986 г. Паметникът е посветен също и на ликвидаторите на Чернобилскта авария, които почистват след инцидента.